# Farida Bedwei
Farida Nana Efua Bedwei (née le 6 avril 1979) est une ingénieure en logiciel ghanéenne et cofondatrice de Logiciel, une entreprise de fin-tech au Ghana,. Farida Bedwei a développé des applications mobiles et d'entreprise, et est également connue pour ses connaissances en matière d'architecture logicielle et de déploiement de services mobiles, en particulier pour les applications bancaires,.

## Biographie
Farida Bedwei passe sa petite enfance en Dominique, en Grenade et au Royaume-Uni. Sa famille déménage au Ghana quand elle a 9 ans.
Nouveau-née, elle développe une paralysie cérébrale, et est scolarisée à domicile et éduquée par sa mère jusqu'à l'âge de 11 ans.
Farida obtient un Bachelor of Science en sciences informatiques de l'Université du Hertfordshire au Royaume-Uni en 2005. De retour au Ghana, elle obtient un certificat en gestion de projet en 2009 de l'Institut ghanéen de gestion et d'administration publique (GIMPA).  
Depuis avril 2022, elle est ingénieure logiciel principale chez Microsoft.

## Carrière
Farida Bedwei est cofondatrice et CTO de Logiciel Ghana Limited, une société de services et de technologies innovantes qui fournit des plateformes pour la banque mobile et la gestion de trésorerie en Afrique. Elle a créé l'application de micro-finance gKudi, un système bancaire simplifié qui octroie des prêts à petite échelle au Ghana. Cette application est utilisée par plus de 130 sociétés de micro-crédit au Ghana 

## Récompenses et réalisations
Elle remporte plusieurs prix pour son travail, dont le Legacy Maiden Ideas Award en 2011. Puis en 2013, la revue sud-africaine CEO Magazine la désigne femme africaine la plus influente de l'année dans le monde de la finance.  
Farida Bedwei est membre du conseil d'administration de Sharecare Ghana, une organisation à but non lucratif pour les personnes atteintes de maladies auto-immunes et neurologiques. Elle participe également à une initiative du Ministère de la communication du Ghana visant à sensibiliser davantage les femmes aux nouvelles technologies.  Elle s'engage en faveur des droits des personnes handicapées.
- 2018 - Récompense spéciale du Président Abdel Fattah EL SISI[9].
- 2013 - Lauréate du prix des femmes les plus influentes dans le secteur dans le monde des affaires et du gouvernement en Afrique, décerné par le magazine CEO d'Afrique du Sud
- 2012 - Récompense spéciale décernée par le Président John Mahama[10].
- 2011 - Lauréate du prix Maiden de Legacy and Legacy ideas[11].